# Ptychomniella ptychocarpon
Ptychomniella ptychocarpon là một loài rêu trong họ Ptychomniaceae. Loài này được (Schwägr.) W.R. Buck, C. J. Cox, A.J. Shaw & Goffinet mô tả khoa học đầu tiên năm 2005.